# Colotis halimede
Colotis halimede is een vlindersoort uit de familie van de Pieridae (witjes), onderfamilie Pierinae.
Colotis halimede werd in 1829 beschreven door Klug.